# Conférence du désarmement

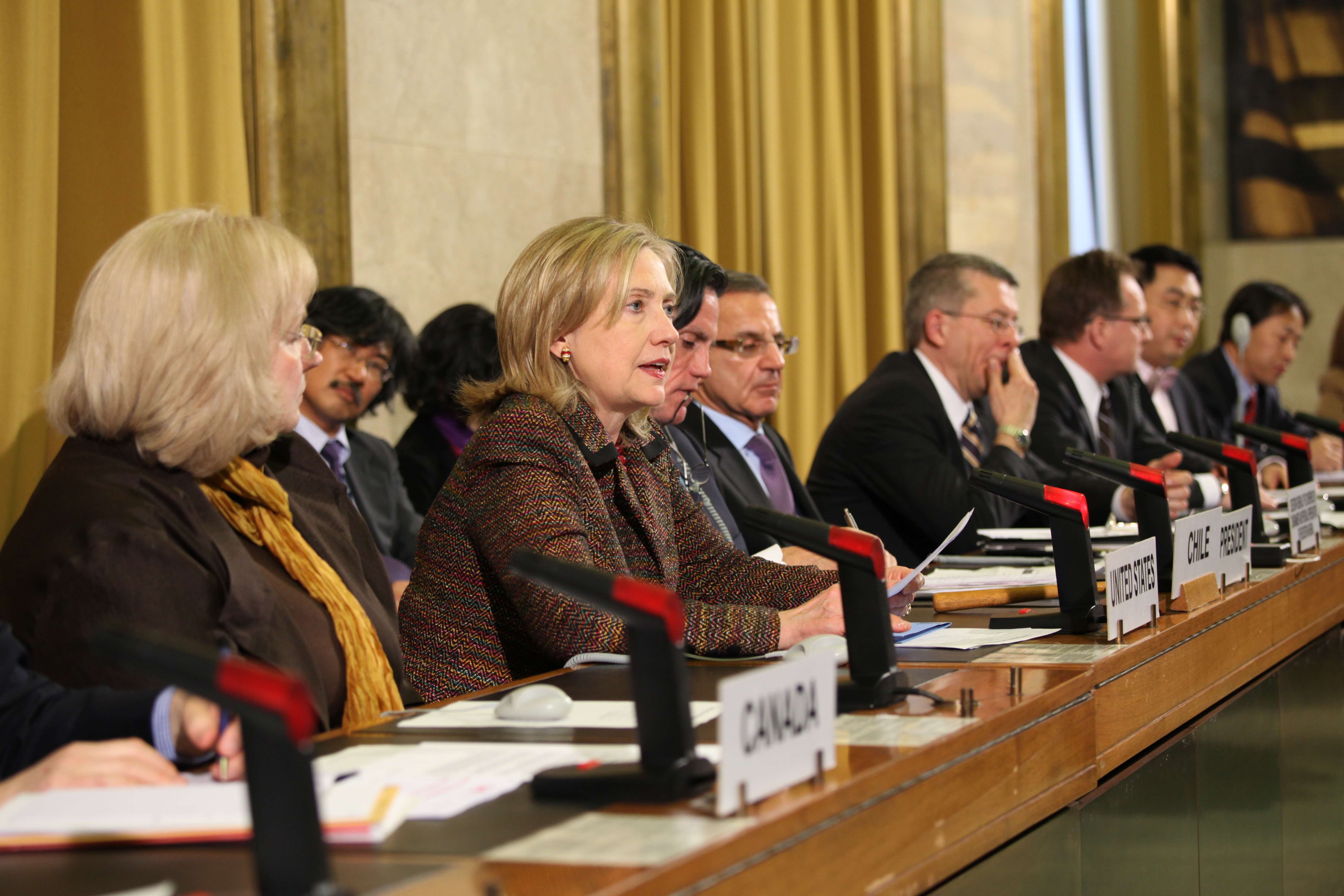
La secrétaire d'État américaine Hillary Clinton lors de la Conférence du désarmement à Genève le 28 février 2011.

La Conférence du désarmement est une instance de l'Organisation des Nations unies (ONU). Il ne faut pas la confondre avec la Conférence mondiale pour le désarmement organisée en 1932 par la Société des Nations. La Conférence du désarmement est en principe la seule autorisée à négocier les questions de désarmement au niveau international, bien que la Résolution 1540 du Conseil de sécurité des Nations unies d'avril 2004 montre que ce n'est de facto pas le cas.
Bien que la conférence ne soit pas formellement une organisation des Nations unies, elle est liée à cette dernière par l'intermédiaire d'un représentant personnel du Secrétaire général des Nations unies. Ce représentant (actuellement Tatiana Volovaya) est le Secrétaire général de la conférence. Les résolutions adoptées par l'Assemblée générale des Nations unies demandent souvent à la conférence d'examiner des questions spécifiques de désarmement. À son tour, la conférence rapporte chaque année ses activités à l'Assemblée.
Ce groupe a été instauré en 1979 à la suite de la première session extraordinaire de l'Assemblée générale des Nations unies consacrée au désarmement, en 1978. Elle regroupe actuellement 65 États membres des Nations unies, d'autres membres étant périodiquement invités à participer à ses travaux.
La Conférence du désarmement succède à d'autres structures : le Comité des dix puissances sur le désarmement (de 1960), le Comité des dix-huit puissances sur le désarmement (qui a siégé de 1962 à 1968) et la Conférence du Comité du désarmement (qui s'est réunie de 1969 à 1978). Toutes ces instances, comme la Conférence, avaient leur siège à Genève, en Suisse.
La Conférence et les organes qui l'ont précédée ont négocié des accords multilatéraux majeurs en matière de limitation des armements et de désarmement :
- le Traité sur la non-prolifération des armes nucléaires (TNP) ;
- la Convention sur l'interdiction d'utiliser des techniques de modification de l'environnement à des fins militaires ou toutes autres fins hostiles (ENMOD) ;
- le Traité de désarmement sur le fond des mers et des océans ;
- la Convention sur l'interdiction de la mise au point, de la fabrication et du stockage des armes bactériologiques (biologiques) ou à toxines et sur leur destruction (CABT) ;
- la Convention sur l'interdiction de la mise au point, de la fabrication, du stockage et de l'emploi des armes chimiques et sur leur destruction (CIAC) ;
- le Traité d'interdiction complète des essais nucléaires (TICEN) ;

## Membres
65 États, représentants toutes les régions du monde et reprenant toutes les puissances nucléaires (reconnues ou non par le TNP), sont membres de la Conférence :
- Afrique du Sud
- Algérie
- Allemagne
- Argentine
- Australie
- Autriche
- Bangladesh
- Biélorussie
- Belgique
- Birmanie
- Brésil
- Bulgarie
- Cameroun
- Canada
- Chili
- Chine
- Colombie
- Corée du Nord
- Corée du Sud
- Cuba
- Égypte
- Équateur
- Espagne
- États-Unis
- Éthiopie
- Finlande
- France
- Hongrie
- Inde
- Indonésie
- Irak
- Iran
- Irlande
- Israël
- Italie
- Japon
- Kazakhstan
- Kenya
- Malaisie
- Maroc
- Mexique
- Mongolie
- Nigeria
- Norvège
- Nouvelle-Zélande
- Pakistan
- Pays-Bas
- Pérou
- Pologne
- République démocratique du Congo
- Roumanie
- Royaume-Uni
- Russie
- Sénégal
- Slovaquie
- Sri Lanka
- Suède
- Suisse
- Syrie
- Tunisie
- Turquie
- Ukraine
- Venezuela
- Viêt Nam
- Zimbabwe